# Хольцбунге
Хольцбунге (нем. Holzbunge) — община в Германии, в земле Шлезвиг-Гольштейн. 
Входит в состав района Рендсбург-Экернфёрде. Подчиняется управлению Виттензее.  Население составляет 339 человек (на 31 декабря 2010 года). Занимает площадь 5,19 км².